# Pleuston

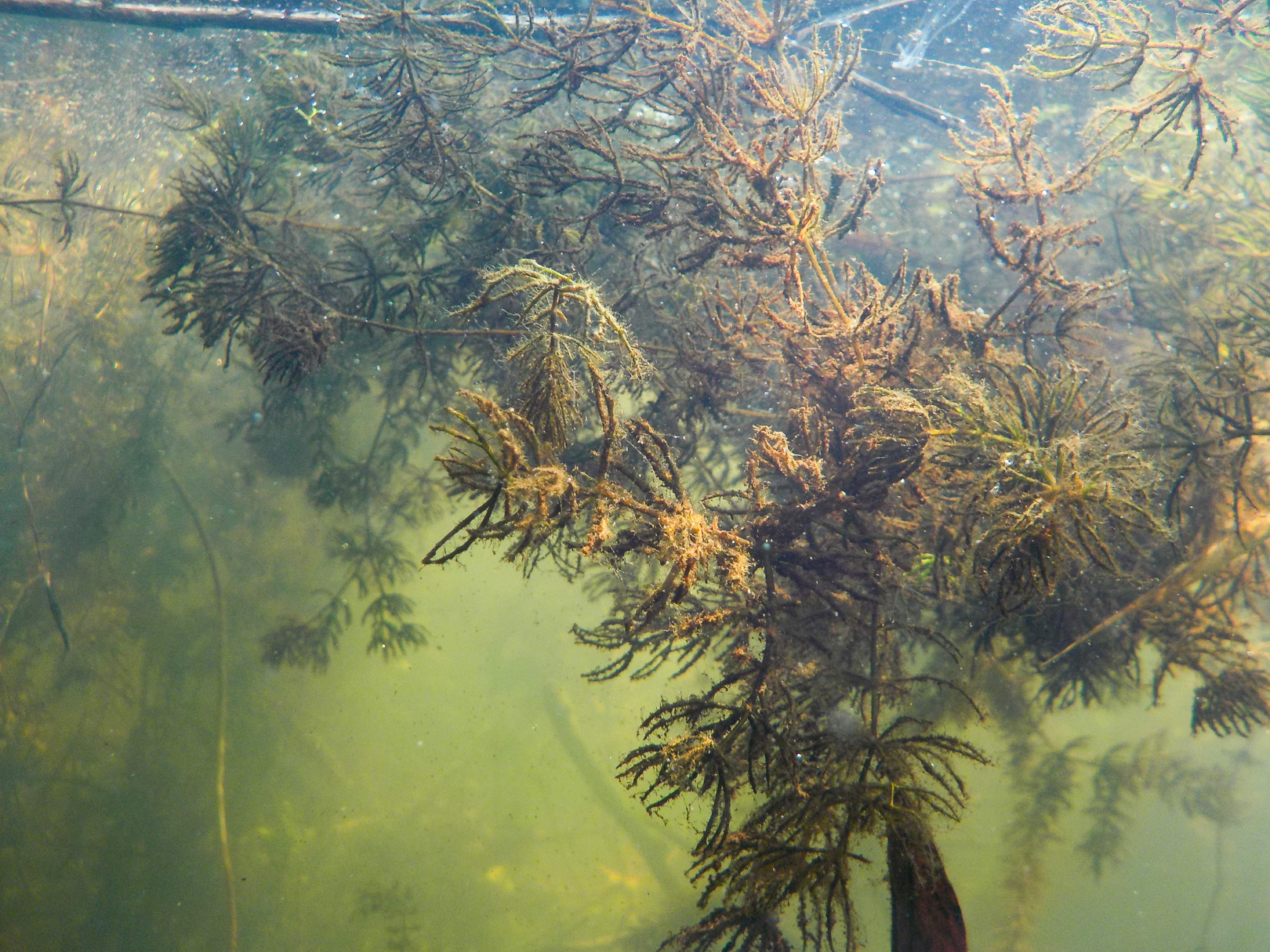
Rogatek sztywny unoszący się w toni jeziora

Pleuston – organizmy pływające na lub pod powierzchnią wody, zazwyczaj rośliny wodne (np. rzęsa, salwinia pływająca, tropikalny hiacynt wodny Eichhornia crassipes), czyli pleustofity, ale mogą to być także zwierzęta (np. pływające kolonie żeglarza portugalskiego). Nadmiar pleustonu ogranicza dostęp światła i produkcję pierwotną w zbiorniku wodnym.